# Halva Malmö består av killar som dumpat mig
Halva Malmö består av killar som dumpat mig är en kommande svensk dramaserie som har premiär på strömningstjänsten Netflix under 2025. Den är regisserad av Susanne Thorson och Emma Bucht. Tove Eriksen Hillblom och Moa Herngren har skrivit seriens manus. Serien är baserad på Amanda Romares roman med samma namn. Huvudrollen som Amanda görs av Carla Sehn.

## Handling
Serien kretsar kring 31-åriga Amanda som under en sommar av intensivt dejtande desperat längtar efter att bli älskad och bestämmer sig för att testa allt. Tillsammans med sina vänner försöker Amanda att skrapa fram nya kärleksobjekt till varandra.

## Rollista (i urval)
- Carla Sehn – Amanda
- Moah Madsen – Adina
- Dilan Apak – Jabba
- Malou Marnfeldt – Lilleman
- Zahraa Aldoujaili – Ronja
- Johannes Lindkvist - Emil Wester